# Uromyces columbianus
Uromyces columbianus ist eine Ständerpilzart aus der Ordnung der Rostpilze (Pucciniales). Der Pilz ist ein Endoparasit der Korbblütlergattung Melanthera. Symptome des Befalls durch die Art sind Rostflecken und Pusteln auf den Blattoberflächen der Wirtspflanzen. Sie ist in Süd- und Mittelamerika verbreitet.

## Merkmale

### Makroskopische Merkmale
Uromyces columbianus ist mit bloßem Auge nur anhand der auf der Oberfläche des Wirtes hervortretenden Sporenlager zu erkennen. Sie wachsen in Nestern, die als gelbliche bis braune Flecken und Pusteln auf den Blattoberflächen erscheinen.

### Mikroskopische Merkmale
Das Myzel von Uromyces columbianus wächst wie bei allen Uromyces-Arten interzellulär und bildet Saugfäden, die in das Speichergewebe des Wirtes wachsen. Ihre Spermogonien wachsen überwiegend oberseitig auf der Oberfläche der Wirtsblätter. Die entlang der unteren Blattadern wachsenden Aecien der Art sind blasenförmig. Ihre hyalinen Aeciosporen sind 18–23 × 16–18 µm groß, kugelig bis breitellipsoid und warzig. Die blattunterseitig wachsenden Uredien des Pilzes sind zimtbraun. Die ebenfalls zimtbraunen Uredosporen sind 19–21 × 17–19 µm groß, eiförmig bis breitellipsoid und stachelwarzig. Die blattunterseitig wachsenden Telien der Art sind zimtbraun, kompakt und unbedeckt. Die goldbraunen Teliosporen sind einzellig, in der Regel breit eiförmig bis langellipsoid, glatt und meist 28–33 × 15–18 µm groß. Ihre Stiele sind farblos und bis zu 55 µm lang.

## Verbreitung
Das bekannte Verbreitungsgebiet von Uromyces columbianus reicht von Südamerika bis nach Florida und in die Karibik.

## Ökologie
Die Wirtspflanzen von Uromyces columbianus sind verschiedene Melanthera-Arten. Der Pilz ernährt sich von den im Speichergewebe der Pflanzen vorhandenen Nährstoffen, seine Sporenlager brechen später durch die Blattoberfläche und setzen Sporen frei. Die Art durchläuft einen makrozyklischen Entwicklungszyklus mit Spermogonien, Aecien, Telien und Uredien. Als autoöker Parasit macht sie keinen Wirtswechsel durch.